# Myszkowce
Myszkowce (ukr. Мишківці, Myszkiwci) – wieś na Ukrainie, w obwodzie tarnopolskim, w rejonie krzemienieckim, w hromadzie Wiśniowiec, nad rzeką Horyń.
Pod koniec XIX wieś w powiecie krzemienieckim,  w gm. Załuże, w par. Rakowiec Wielki.
Do 2020 w rejonie zbaraskim.